# Mateo Félix Zubiaga
Mateo Félix Zubiaga Atxa (Arrankudiaga, 4 gennaio 1945 – Bilbao, 7 gennaio 2016) è stato un calciatore e allenatore di calcio spagnolo, di ruolo centrocampista.

## Carriera

### Club
Cresciuto nella cantera dell'Athletic Bilbao, esordisce con il Bilbao Athletic nella stagione 1964-1965. Nel corso della stessa stagione viene promosso in prima squadra, debuttando in Primera División spagnola il 21 febbraio 1965 nella partita Athletic-Deportivo La Coruna (0-0). Milita per sette stagioni con i rojiblancos, con cui colleziona 131 presenze (106 in campionato), vincendo una Copa del Generalìsimo.
Nel 1975 viene ceduto al Calvo Sotelo, per concludere la carriera due anni più tardi all'Arenas Getxo.

## Palmarès

### Club

#### Competizioni nazionali
- Coppa di Spagna: 1

Athletic Bilbao: 1972-1973